# Ірландські повстанські пісні
Ірландські повстанські пісні — різновид жанру ірландської фольклорної музики, при виконанні яких використовуються традиційні ірландські музичні інструменти а тексти переважно пов'язані з ірландським республіканізмом і націоналізмом.

## Історія
Історія ірландських повстанських пісень триває не одне століття і розвивається під впливом історичних факторів на кшталт величезної кількості національних повстань. Багато з пісень описують труднощі життя під гнітючим британським правлінням, сильні почуття солідарності, вірності, рішучості та звеличення героїв.
Не дивлячись на поважний вік пісень вони звучать сучасно а з 1922 року відчувається вплив націоналістичних поглядів в Північній Ірландії, підтримка ІРА та Шина Фейна. Тим не менш пісенний репертуар не обмежується однотипними піснями а й оповідає про подвиги ірландських бригад, що билися за республіканців у Громадянській війні в Іспанії, а також тих, хто воював під час Громадянської війни в США.
В другій половині 20 століття з'являється величезна кількість повстанських пісень в різних жанрах. Прикладом тому є Демієн Демпсі та його поп-балади, Seanchai та Beltaine's Fire, які поєднують в собі повстанські пісні та сучасний гіп-гоп.

## Сучасна музика
Подекуди ірландська повстанська музика окрім місцевого отримує й міжнародне визнання. Синґл Вольфа Тоунса «Нація» посіла перше місце серед слухацьких вподобань у світі за версією BBC World Service у 2002 році. Багато з гуртів, які з'явилися нещодавно, як Saoirse, Éire Óg, Athenrye, Shebeen, Glasnevin Mise Éire and Pádraig Mór є з міста Ґлазґо. У 2014 році гурт з Баллимуну WOUNDS (район Дубліна) презентували свій перший альбом «Померти молодим».

## Відомі виконавці
- The Dubliners
- Дейв Кінкейд
- The Irish Rovers
- Black 47
- Charlie and the Bhoys
- Young Dubliners
- The Wolfe Tones